# 上野容
上野 容（うえの よう、1991年9月24日 - ）は、日本の男性俳優、声優である。過去にジョビィキッズプロダクションに所属していた。
現在はYOH UENOという名でダンサーとして活躍。
haguri と共にKEMURIというユニットも組んでいる。

## 出演

### バラエティ
- おはスタ数え歌

### CM
- EPSON
- お茶犬
- 日石三菱
- バスクリン
- ベネッセ
- 明治ふわふわランド

### ナレーション
- 北九州博覧祭2001〜愛 よみがえる地球〜
- ずぅーっと友達SNOOPY展
- 日本心中〜ドキュメンタリー針生一郎私論〜

### 映画
- この街で暮らしたい

### 劇場版アニメ
- 101匹わんちゃんII パッチのはじめての冒険（ローリー）
- もも子、かえるの歌がきこえるよ。（秀雄）

### ゲーム
- 玻璃ノ薔薇（芳野堂偉哉）

### 吹き替え
- ハリー・ポッターシリーズ（ネビル・ロングボトム）
  - ハリー・ポッターと賢者の石
  - ハリー・ポッターと秘密の部屋
  - ハリー・ポッターとアズカバンの囚人
  - ハリー・ポッターと炎のゴブレット[3]
  - ハリー・ポッターと不死鳥の騎士団
  - ハリー・ポッターと謎のプリンス
  - ハリー・ポッターと死の秘宝 PART1
  - ハリー・ポッターと死の秘宝 PART2
- ハリー・ポッター20周年記念: リターン・トゥ・ホグワーツ（2022年、本人）
- ピーター・パン（トゥートルス）
- 我が道を往く

### CD
- のらいぬのけんちゃんものがたり

### 舞台
- 少年王マチュウシ
- 長崎ぶらぶら節